# قاضی‌امیر (گوزل‌یورت)
قاضی‌امیر (به ترکی استانبولی: Gaziemir) یک منطقهٔ مسکونی در ترکیه است که در گوزل‌یورت واقع شده‌است.